# A monte-carlói kaszinó
A hivatalosan Casino de Monte-Carlónak nevezett monte-carlói kaszinó egy Monacóban működő szerencsejáték- és szórakoztatóközpont. Hozzá tartozik egy kaszinó, az Opéra de Monte-Carlo, és a Les Ballets de Monte-Carlo hivatala.
A kaszinó a Société des bains de mer de Monaco nyílt társaság tulajdonában és kezelésében áll, amelyik a monacói kormány Grimaldi-család többségi tulajdona. A társaság tulajdonosa még a hercegi hoteleknek, sportkluboknak, foodservice szolgálatoknak és nightcluboknak egész Monacóban.
Egészen a közelmúltig a kaszinó a Grimaldi család és a monacói gazdaság elsődleges bevételi forrása volt.

## Fordítás
- Ez a szócikk részben vagy egészben  a   Monte Carlo Casino című angol Wikipédia-szócikk fordításán alapul.  Az eredeti cikk szerkesztőit annak laptörténete sorolja fel. Ez a jelzés csupán a megfogalmazás eredetét és a szerzői jogokat jelzi, nem szolgál a cikkben szereplő információk forrásmegjelöléseként.